# ترکیب هم‌دوس
ترکیب هم‌دوس (Coherent addition) از روش‌های درجه‌بندی قدرت لیزری است.
تک لیزرهای  فیبری توانایی پایینی برای تحمل شدت و توان‌های بالا دارند. در واقع با آسیب‌های اپتیکی و گرمایی و اثرات غیر خطی محدود می‌شوند.
پس برای فائق آمدن بر این مشکل از تکنیک ترکیب باریکه‌های لیزری استفاده می‌شود.
ترکیب باریکه‌ها به دو صورت همدوس و غیر همدوس انجام می‌گردد. از آنجا که ترکیب همدوس بازده بالاتری دارد و کاربردهای بیشتری را شامل می‌شود، این مورد بررسی می‌شود.

## دسته‌بندی کلی
ترکیب همدوس باریکه‌های لیزری (Coherent Beam Combining) به‌طور کلی به دو دسته ترکیب همدوس به صورت هم فازی فعال و هم فازی غیرفعال تقسیم می‌شود.
در روش هم فازی فعال می‌توان تکنیک‌های زیر را نام برد.
- Optical Heterodyne Detction
- Synchronous Multidithe
- Hill Climbing

و در تطابق فازی غیرفعال می‌توان موارد زیر را نام برد.
- self organized phase locking
- talbot resonator
- Coupled Cavity

## مزیت‌های روش ترکیب همدوس باریکه‌ها
مزیت‌هایی که روش ترکیب باریکه‌ها به صورت همدوس دارد شامل موارد زیر است:
- رسیدن به توان‌های بالاتر
- درخشندگی بشتر
- نگه داشتن کیفیت باریکه در حد نزدیک پراش

## شرایط اولیه
- شرایط اولیه برای داشتن بازده ترکیب بالا ترکیب همدوس باریکه‌ها شامل موارد زیر است.
- باریکه‌های ترکیب شده باید متقابلاً همدوسی فضایی و زمانی داشته باشند.
- باید هم مد فضایی باشند.
- هم قطبش باشند.
- طول مسیرهای یکسانی طی کنند.
- و با دقت بالایی هم فاز شده باشند.

## بررسی حالت فعال ترکیب همدوس باریکه‌های لیزری

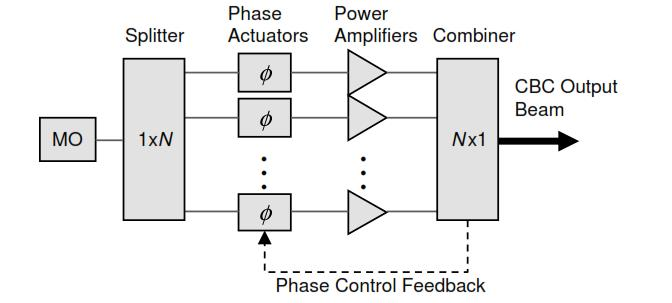

در حالت فعال CBC که به صورت الکترونیکی کنترل می‌شود (مثل AOM و EOP و...) قادریم به تعداد زیادی کانال که هرکدام می‌تواند توان بالا باشد برسیم.
سیکنال اولیه کوچکی به Master Oscillatorوارد می‌شود که قرار است تقویت شود. در واقع خروجی lase اصلی را از MO می‌گیریم. به علت محدودیت‌های اپتیکی نمی‌توان درون oscillator به توان بالایی دست یافت. اینکار بر عهدهٔ تقویت‌کننده توان است که می‌تواند توان را به صورت نمایی افزایش دهد.
برای اینکه در حالت فعال بتوانیم high power coherently combined laser system داشته باشیم باید از این سه نوع تکنولوژی بتوانیم استفاده کنیم.
۱.    تقویت کننده‌های لیزری باید همان خواص همدوسی MO را حفظ کنند. (در حالتی که بازده و توان خروجی بالایی به وجود می‌آید)
۲.    سیستم اپتیکی به‌طور هندسی پرتوهای تقویت شده در Far Field یا Near
Field را بتواند همپوشانی کند.
۳.    سیستم کنترل فعال، پرتوهای خروجی تقویت شده را با بازخورد حلقه بسته هم فاز کند.
برای آرایه CBC با تعداد زیاد کانال، به صورت آماری تلورانس و خطای بین اجزای آرایه لیزر را در نظر می‌گیرند.
به علت وجود تقارن می‌توان از تقسیم‌کننده باریکه به عنوان ترکیب‌کننده باریکه Nx۱ استفاده کرد. در حالت کلی یک ترکیب‌کننده باریکه Nx۱ می‌تواند به عنوان یک تقسیم‌کننده باریکه ۱xN که کسر تقسیم توان آن Dₓ² است در نظر گرفته شود.
با استفاده از تقارن موجود می‌توان نشان داد که بازده Beam Combiner همان بازده Beam splitter است.

## روش Optical Heterodyne Detection

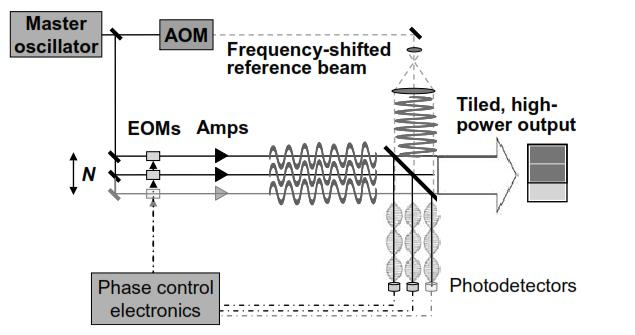

در این روش یک پرتو باریکه مرجع را که از Master Oscillator گرفتیم به اندازه مقدار ناچیزی  شیفت می‌دهیم و از AOM می‌گذرد البته قبل از اینکه به صورت تداخلی با نمونه توان پایینی که از آرایه باریکه که با BS گرفتیم، ترکیب شود.
آشکارسازهای نوری میدان‌های برهمنهی باریکه مرجع و سیگنال را حس می‌کند و ولتاژ وابسته به زمانی را تولید می‌کند.

## روش Synchronous Multidither
کاربرد این متد در لیزرهای توان بالا در دهه ۱۹۷۰ در انتشار اتمسفری بوده‌است.
یک تک آشکارساز، کل باریکه خروجی ترکیب شده را می‌گیرد که این برهم نهی هر کدام از زنش‌های باریکه‌هایی است که باهم تداخل کرده‌اند. آشکارساز، با استفاده از RF demodulation سیگنالهای تشکیل دهنده را بازیابی می‌کند. خطای هر کانال با کل آرایه را به دست می‌آورد.
مزیت‌های روش Multidither به کارگیری یک تک آشکارسازبرای حس کردن همهٔ خطاهای فازی آرایه، set point فازی که در آرایه‌های فازی وجود دارد، اینجا دیگر نیست. کاهش سیگنال زنش در پرتوهای ترکیب شده به معنای شرایطی است که در آن تمام باریکه‌ها همفاز هستند.
ایراد اصلی این روش، پیچیدگی الکترونیکی نسبی و گران بودنش است. به همین خاطر فقط تا ۳۲ کانال پیش رفتند.

## روش Hill Climbing
شاید آسانترین متد برای ترکیب کردن پرتوها، بیشینه کردن لوب مرکزی توان ترکیب شده با استفاده از الگوریتم hill climbing است. در این روش فاز آرایه کل باریکه‌ها به صورت آنی توسط مقادیر کوچک آماری غیرهمبسته  تغییر داده می‌شوند که متعاقباً تغییری در توان میدان دور دیده می‌شود؛ و همچنین با توجه به تغییرات توان، set pointها به روز رسانی می‌شوند تا توان ماکزیمم بشود وهمهٔ باریکه‌ها همفاز بشوند.  کارهای بسیاری برای بهینه‌سازی این روش انجام داده‌اند، اما در حالت کلی محدودیتی در افزایش توان وجود دارد چون از آنجا که برای هر کانال اضافه شده بعدی اضافی در فضای فازی به وجود می‌آید که باید تنظیم شود. در نتیجه پهنای باند Close Loop به ۱/N کاهش می‌یابد.
علیرغم این محدودیت‌ها به الکترونیک RF نیازی ندارد. قیمت پایینی دارد و به سادگی با کامپیوترها قابل برنامه‌ریزی است. برای سیستم‌هایی با تعداد ورودی کمتر از ۱۰۰تا یا نویز فازی کمتری دارند و نیازی به کنترل سرعت فازی بالا ندارند.

## ترکیب باریکه هندسی
علاوه بر قفل شدگی در فاز با دقت بالا،  باریکه‌های تقویت شده باید به صورت هندسی طوری همپوشانی داشته باشند که به عنوان یک باریکه تکی انتشار یابند. در حالت کلی ترکیب کننده‌های باریکه به دو دسته تقسیم می‌شوند. Filled aperture و Tiled aperture

## ترکیب کننده‌های Tiled Aperture
در ترکیب کننده‌های باریک tiled aperture، باریکه‌های تقویت شده در میدان نزدیک بسیار نزدیک به یکدیگر کنار هم چیده می‌شوند به صورتی که مانع همدیگر نشوند. سپس باریکه‌ها در سوی یکسانی جهت‌گیری می‌شوند به طوریکه میدان دور آن همپوشانی داشته باشند که باریکه ترکیبی مخلوطی از آن ایجاد می‌کند. این روش سادگی و تلفات پائینی دارد. این متد برای تعداد آرایه‌های زیاد، به کنترل فاز نسبی هر باریکه به وسیلهٔ هدایت صرفاً الکترونیکی نیاز پیدا می‌کنیم. از اینرو حذف تلسکوپ‌های جهت دهنده باریکه gimbaled قابل دسترس است.
نهایتاً چون اثر باریکه‌ها روی هم بر روی سطح اپتیکی کمینه‌است آسیب‌های القا شده لیزر روی یک اثر باریکه اجازه ادامه عملیات را می‌دهد (گرچه با بازده کاهش یافته). چون باریکه‌های لیزر در میدان نزدیک روی هم نمی‌افتند. مخصوصاً برای توان‌های بالا آستانه آسیب بسیار کم می‌شود که این برای سیستم‌های بسیار پر توان مورد پسند تر است. از طرفی اگر یکی از باریکه‌های لیزر خاموش بشود، بازده این باریکه‌ها کاهش می‌یابد.
ایراد اصلی این روش این است که شدت Near Field غیریکنواخت است که منجر به far field side lobها در باریکه ترکیب شده می‌شود.
وقتی که هرچه گپ بین باریکه‌ها بیشتر شود، توان در far field در side lobها دور از اندازه لکه می‌افتد.
اگر باریکه‌های تقویت شده کلی، پروفایل نزدیک flat top داشته باشند، مثل آنهایی که از لیزر slab تولید می‌شوند، تأثیر fill factor روی BQ با کمینه کردن فاصله بین باریکه‌ها می‌تواند به مقدار دلخواهی کم شود. اما، وقتی المان‌های لیزری لیزر فیبری تک مد هستند که پروفایل نزدیک گاوسی تولید می‌کنند، تلفات در BQ یک آرایه close-packed tiled می‌تواند اساسی باشد. تنها ۶۳٪ توان در یک آرایه ۲x۲ داخل لوب مرکزی قرار می‌گیرد. کسر توان در لوب‌های کناری تنها می‌تواند با کاهش فاصله بین باریکه‌ها، کاهش یابد؛ که این به‌طور اجتناب نا پذیری بازده ترکیب کل را به خاطر روی هم افتادن توزیع گاوسی در میدان نزدیک کاهش می‌دهد.
باریکه‌های گاوسی می‌توانند، با پروفایل تخت شده به وسیله اپتیک شکست یا پراشی به شکل مورد نظر برسند، اما تأثیر این روش محدود است و به اعوجاج و تغییر شکل در جبهه موج و در نتیجه بازده ترکیب همدوس کاهش یافته می‌شود.

## ترکیب کننده‌های Filled Aperture
روش ترکیب‌کننده باریکه filled aperture از محدودیت‌های fill factor، به وسیلهٔ برهم‌نهی باریکه‌ها در میدان نزدیک با استفاده از المان‌های تقسیم‌کننده باریکه در جهت عکس به عنوان ترکیب‌کننده باریکه، دوری می‌کنند.

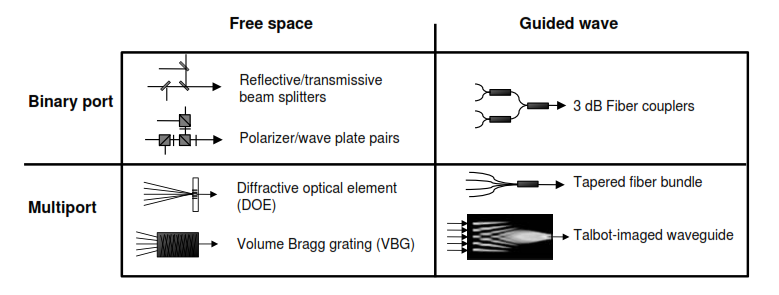

المان‌های ترکیب‌کننده دو ورودی به تعداد زیاد و پشت سر همی از المان نیاز دارند که تعداد بیشتری از دو باریکه را ترکیب کنند. از این رو این روش تلفات بیشتری دارد چون هریک المان ترکیب‌کننده تلفات خودش را  دارد و همچنین تلفات CBC ناشی از خطاهای جبهه موجی که با هم جمع می‌شوند.